# Gerda Madsen
Gerda Julie Karla Madsen (4. januar 1902 i København – 26. juli 1986) var en dansk skuespillerinde.
Hun læste hos Thorkild Roose og debuterede på Dagmarteatret i 1920. Efter fire år her fortsatte hun på andre københavnske scener som Casino, Folketeatret, Scala Revyen og Det Ny Teater.
I 1930 medvirkede hun hos Co-Optimisterne og gæsteoptrådte på Det kongelige Teater i de næste år.
Hendes nazistiske holdning under krigen medførte, at publikum  flere gange udeblev fra de forestillinger hun medvirkede i som Hornbæk Revyen 1941 og på Frederiksberg Teater 1942.
Hun var med i en række film.
Gerda Madsen var gift med skuespilleren Angelo Bruun.
Blandt hendes film i kan nævnes:
- Den kloge mand – 1937
- Niels Pind og hans dreng – 1941
- Thummelumsen – 1941
- En mand af betydning – 1941
- En forbryder – 1941
- Kispus – 1956
- Ingen tid til kærtegn – 1957
- Mig og min familie – 1957
- Ung kærlighed – 1958
- De sjove år – 1959
- Skibet er ladet med – 1960
- Mine tossede drenge – 1961
- Don Olsen kommer til byen – 1964
- En ven i bolignøden – 1965
- Hold da helt ferie – 1965
- Der var engang – 1966
- Tjærehandleren – 1971
- Farlige kys – 1972
- Dværgen – 1974
- Felix – 1982